# Lista de deputados estaduais do Paraná da 3.ª legislatura
Essa é uma lista de deputados estaduais do Paraná eleitos para o período 1955-1959.

## Composição das bancadas
| Partido | Líder                   | Bancada | Posição      |
| ------- | ----------------------- | ------- | ------------ |
| PSD     | Hélio Setti             | 11 / 45 | Governo      |
| PTB     | Mário Batista de Barros | 11 / 45 | Oposição     |
| UDN     | Júlio Farah             | 8 / 45  | Oposição     |
| PR      | Oscar Lopes Munhoz      | 7 / 45  | Independente |
| PSP     | Zaqueu de Melo          | 7 / 45  | Independente |
| PDC     | Rafael Kulisky          | 1 / 45  | Governo      |

## Deputados estaduais
| Número | Deputados estaduais eleitos      | Partido | Votação | Percentual | Cidade onde nasceu      | Unidade federativa |
| 22443  | Amadeu Puppi                     | UDN     | 2.248   |            | Paranaguá               | Paraná             |
| 20837  | Amaury de Oliveira e Silva       | PR      | 2.690   |            | Rio Negro               | Paraná             |
| 22862  | Aníbal Khury                     | UDN     | 3.818   |            | Porto União             | Santa Catarina     |
| 14191  | Antônio Annibelli                | PTB     | 4.017   |            | São Paulo               | São Paulo          |
| 41553  | Antonio Lustosa de Oliveira      | PSD     | 2.867   |            | Guarapuava              | Paraná             |
| 46693  | Arthur Gotuzzo de Souza          | PSP     | 3.063   |            | Ponta Grossa            | Paraná             |
| 46103  | Benedito Moreira                 | PSP     | 2.559   |            | Cianorte                | Paraná             |
| 41946  | Cândido Machado de Oliveira Neto | PSD     | 3.107   |            | Clevelândia             | Paraná             |
| 20296  | Chafic Cury                      | PR      | 3.612   |            | Rio Azul                | Paraná             |
| 22172  | Dario Marchesini                 | UDN     | 2.031   |            | Apucarana               | Paraná             |
| 14523  | Domício Scaramella               | PTB     | 3.464   |            | União da Vitória        | Paraná             |
| 22626  | Edwino Donato Tempski            | UDN     | 3.185   |            | Caxias do Sul           | Rio Grande do Sul  |
| 41354  | Emílio Humberto Carazzai         | PSD     | 2.996   |            | Arapongas               | Paraná             |
| 41746  | Ernesto Moro Redeschi            | PSD     | 2.808   |            | Almirante Tamandaré     | Paraná             |
| 46751  | Eurico Batista Rosas             | PSP     | 2.523   |            | Ponta Grossa            | Paraná             |
| 41977  | Francisco Accioly Filho          | PSD     | 4.980   |            | Paranaguá               | Paraná             |
| 22220  | Francisco Cavalli Costa          | UDN     | 1.938   |            | Campo Largo             | Paraná             |
| 41614  | Francisco Sady de Brito          | PSD     | 2.867   |            | Cruz Alta               | Rio Grande do Sul  |
| 41295  | Guataçara Borba Carneiro         | PSD     | 3.413   |            | Reserva                 | Paraná             |
| 41556  | Hélio Setti                      | PSD     | 3.840   |            | São Paulo               | São Paulo          |
| 46384  | João Chede                       | PSP     | 2.530   |            | Palmeira                | Paraná             |
| 46856  | João Ferreira Neves              | PSP     | 2.348   |            | São João do Triunfo     | Paraná             |
| 41705  | João Batista Ribeiro Júnior      | PSD     | 3.464   |            | Campina Grande do Sul   | Paraná             |
| 20231  | João Xavier Viana                | PR      | 2.694   |            | Fazenda Rio Grande      | Paraná             |
| 14531  | Joaquim Néia de Oliveira         | PTB     | 2.685   |            | Ribeirão Claro          | Paraná             |
| 14861  | Jorge de Lima                    | PTB     | 3.797   |            | Curitiba                | Paraná             |
| 22571  | José dos Santos Rocha            | UDN     | 2.925   |            | Telêmaco Borba          | Paraná             |
| 14958  | José Teixeira da Silveira        | PTB     | 3.310   |            | Bom Jesus do Itabapoana | Rio de Janeiro     |
| 22305  | Júlio Farah                      | UDN     | 2.199   |            | Ibaiti                  | Paraná             |
| 14408  | Libânio Estanislau Cardoso       | PTB     | 2.632   |            | São José dos Pinhais    | Paraná             |
| 14820  | Mário Batista de Barros          | PTB     | 3.828   |            | Prudentópolis           | Paraná             |
| 41396  | Mário Faraco                     | PSD     | 2.891   |            | Araucária               | Paraná             |
| 14514  | Miguel Buffara                   | PTB     | 3.643   |            | Santos                  | São Paulo          |
| 20400  | Nicanor de Vasconcelos Souza     | PR      | 2.616   |            | São Mateus do Sul       | Paraná             |
| 20808  | Nilson Baptista Ribas            | PR      | 3.550   |            | Palmas                  | Paraná             |
| 20710  | Oscar Lopes Munhoz               | PR      | 2.982   |            | Matinhos                | Paraná             |
| 20472  | Paulo Afonso Alves de Camargo    | PR      | 3.158   |            | Guarapuava              | Paraná             |
| 14332  | Pedro Liberti                    | PTB     | 3.093   |            | Londrina                | Paraná             |
| 14780  | Pedro Mariucci                   | PTB     | 2.898   |            | Cornélio Procópio       | Paraná             |
| 17999  | Rafael Kulisky                   | PDC     | 1.396   |            | Curitiba                | Paraná             |
| 14586  | Raul de Rezende Filho            | PTB     | 3.892   |            | Campo Mourão            | Paraná             |
| 22527  | Ruy Ferraz de Carvalho           | UDN     | 2.281   |            | São João Nepomuceno     | Minas Gerais       |
| 46564  | Tadeu Sobocinski                 | PSP     | 2.673   |            | Mallet                  | Paraná             |
| 41647  | Waldemiro Pedroso                | PSD     | 3.264   |            | Curitiba                | Paraná             |
| 46194  | Zaqueu de Melo                   | PSP     | 2.460   |            | Monte Carmelo           | Minas Gerais       |